# Nadelentroster
Nadelentroster (Nadelhammer, Nadelpistole, Nadelklopfer, Druckluftnadler, engl. Needlegun-Scaler) sind handgehaltene, zumeist pneumatisch betriebene Geräte zum Entfernen von Rost oder Zunder. Seltener sind auch Geräte mit elektrischem Antrieb im Einsatz. Das Verfahren ist auf die Bearbeitung massiver Metallteile beschränkt, da durch die hohe Energie, mit der die Nadeln auf der Oberfläche auftreffen, dünnere Bleche (< 3–5 mm) durchschlagen würden. Geeignet sind Nadelentroster vor allem für die Entfernung starker Rost- oder Zunderschichten, die durch Sandstrahlen allein nicht rationell bearbeitet werden könnten.

## Funktion

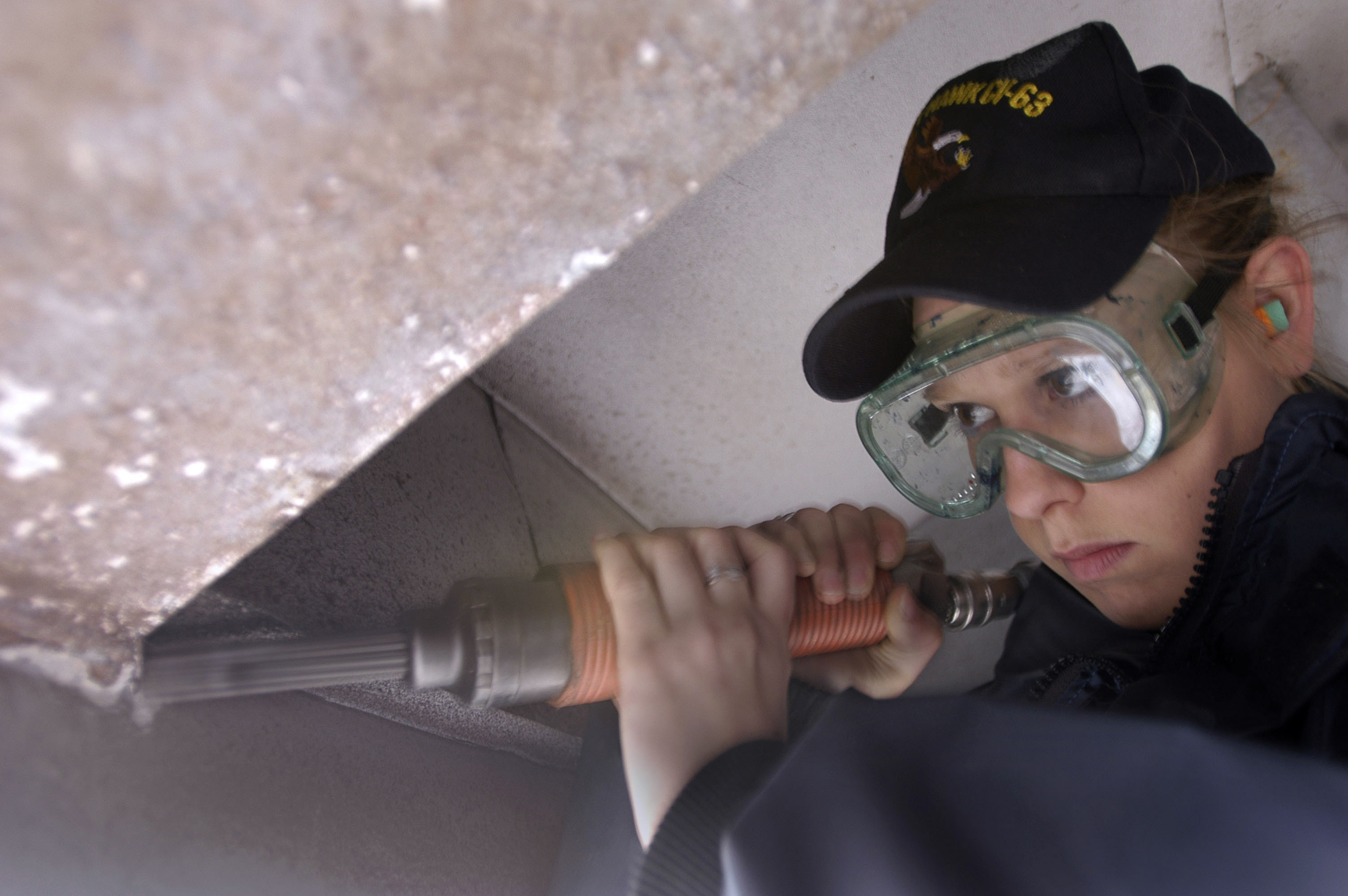
Nadelpistole im Einsatz

Ein Schaft ummantelt die innen liegenden mechanischen Teile Nagelpaket und Nagelplatte. Die Nagelplatte verfügt über Bohrungen, in denen die Nadeln geführt werden. Ein pneumatischer (oder elektrischer) Antrieb lässt die Nadeln einzeln nach vorn schießen. Das Aufschlagen der Nadeln auf der zu bearbeitenden Oberfläche lässt Rost oder Zunder abplatzen. Am effektivsten arbeitet man in einem 90°-Winkel zur bearbeitenden Oberfläche.

## Einsatzgebiete
Nadelentroster werden verwendet, um lose Farbe, Rost oder Zunder zu entfernen und die Oberfläche vor Auftragen einer Beschichtung zu reinigen. Zumeist sind mehrere Bearbeitungs-Durchgänge erforderlich, um eine ausreichende Oberflächenreinheit zu erzeugen. Anderenfalls, insbesondere bei starken Rost- und Zunderschichten kann das Verfahren als Vorbereitung zu einer nachfolgenden Bearbeitung durch Sandstrahlen oder Bristle Blasting etc. dienen.

## Auswirkungen auf die Gesundheit
Längeres Arbeiten am Nadelentroster kann durch die in den Körper eingeleitete Schwingungen ein sog. Vibrationsbedingtes Vasospastisches Syndrom (engl. Hand-Arm-Vibration Syndrome) hervorrufen, weshalb der Einsatz von Nadelentrostern im industriellen Bereich nur eingeschränkt zulässig ist. Eine Ausnahme bieten Nadelpistolen, die unterhalb des Expositionsgrenzwertes von 5 m/s² oder besser noch unterhalb des Auslösewerts von 2,5 m/s² bleiben.